# Ramphotyphlops broomi
Ramphotyphlops broomi este o specie de șerpi din genul Ramphotyphlops, familia Typhlopidae, descrisă de Boulenger 1898. Conform Catalogue of Life specia Ramphotyphlops broomi nu are subspecii cunoscute.